# Oberlandesgericht Stettin (1808–1849)
Das Oberlandesgericht Stettin war von 1808 bis 1849 ein preußisches Oberlandesgericht mit Sitz in Stettin.

## Geschichte
1739 wurde das Hofgericht Stargard nach Stettin verlegt. Das Hofgericht Stettin wurde 1747 mit der Regierung Stettin verbunden und diente bis 1808 als Gericht zweiter Instanz. Die Gerichte im Königreich Preußen hatten im HRR historisch gewachsene Aufgaben, Zuschnitte und Bezeichnungen. Im Rahmen der Preußischen Reformen versuchte man, eine einheitliche Systematik einzurichten und begann damit bei den Mittelgerichten. Die Verordnung wegen verbesserter Einrichtung der Provinzial-Polizei- u. Finanz-Behörden vom 26. Dezember 1808 bestimmte, dass die unter verschiedenen Bezeichnungen wie Oberamtsregierung oder Hofgericht firmierenden obersten Gerichte jedes Landesteils künftig Ober-Landesgericht heißen sollten.
Nach der Restrukturierung des Staatsterritoriums 1815 sollte jeder Regierungsbezirk zugleich das Departement (= Zuständigkeitsbereich) eines Oberlandesgerichts bilden. Entsprechend war das Oberlandesgericht Stettin (mit kleineren Abweichungen) für den Regierungsbezirk Stettin zuständig.
Nach der Märzrevolution wurden die Patrimonialgerichte abgeschafft und die Oberlandesgerichte durch Appellationsgerichte ersetzt. In Stettin entstand 1849 so das Appellationsgericht Stettin.

## Untergerichte
Dem Oberlandesgericht Stettin waren folgende Gerichte nachgeordnet:
| Art                           | Gericht                                                                                                   | Sitz                    | Anmerkungen |
| ----------------------------- | --- | ----------------------- | --- |
| Staatliche Gerichte 1. Klasse | Stadtgericht Anclam                                                                                       | Anklam                  | |
| Staatliche Gerichte 1. Klasse | Stadtgericht Demmin                                                                                       | Demmin                  | später umgewandelt in das Land- und Stadtgericht Treptow an der Demmin |
| Staatliche Gerichte 1. Klasse | Stadtgericht Pasewalk                                                                                     | Pasewalk                | |
| Staatliche Gerichte 1. Klasse | Stadtgericht Stargard                                                                                     | Stargard                | später umgewandelt in das Land- und Stadtgericht Stargard |
| Staatliche Gerichte 1. Klasse | Stadtgericht Stettin und Poelitz                                                                          | Stettin                 | später umgewandelt in das Land- und Stadtgericht Poelitz und das Land- und Stadtgericht Stettin, 1848 wurde das Land- und Stadtgericht Poelitz in eine Gerichtskommission des Land- und Stadtgerichts Stettin umgewandelt |
| Staatliche Gerichte 2. Klasse | Stadtgericht Bahn                                                                                         | Bahn                    | |
| Staatliche Gerichte 2. Klasse | Stadtgericht Cammin                                                                                       | Cammin                  | |
| Staatliche Gerichte 2. Klasse | Stadtgericht Damm                                                                                         | Damm                    | später umgewandelt in das Land- und Stadtgericht Damm, 1848 in eine Gerichtskommission des Land- und Stadtgerichts Stettin umgewandelt                                                                                    |
| Staatliche Gerichte 2. Klasse | Stadtgericht Fiddichow                                                                                    | Fiddichow               | |
| Staatliche Gerichte 2. Klasse | Stadtgericht Freyenwalde, Massow und Daber                                                                | Freyenwalde             | |
| Staatliche Gerichte 2. Klasse | Stadtgericht Gartz                                                                                        | Gartz                   | später umgewandelt in das Land- und Stadtgericht Gartz, 1848 in eine Gerichtskommission des Land- und Stadtgerichts Stettin umgewandelt                                                                                   |
| Staatliche Gerichte 2. Klasse | Stadtgericht Gollnow                                                                                      | Gollnow                 | |
| Staatliche Gerichte 2. Klasse | Stadtgericht Greiffenberg                                                                                 | Greifenberg             | später umgewandelt in das Land- und Stadtgericht Greifenberg, 1848 in eine Gerichtskommission des Land- und Stadtgerichts Treptow an der Rega umgewandelt                                                                 |
| Staatliche Gerichte 2. Klasse | Stadtgericht Greiffenhagen                                                                                | Greiffenhagen           | |
| Staatliche Gerichte 2. Klasse | Stadtgericht Labes und Wangerin                                                                           | Labes                   | |
| Staatliche Gerichte 2. Klasse | Stadtgericht Neuwarp                                                                                      | Neuwarp                 | später umgewandelt in das Land- und Stadtgericht Neuwarp, 1848 in eine Gerichtskommission des Land- und Stadtgerichts Ueckermünde umgewandelt                                                                             |
| Staatliche Gerichte 2. Klasse | Stadtgericht Pencun                                                                                       | Penkun                  | 1848 in eine Gerichtskommission des Land- und Stadtgerichts Stettin umgewandelt |
| Staatliche Gerichte 2. Klasse | Stadtgericht Plathe und Regenwalde                                                                        | Plathe                  | |
| Staatliche Gerichte 2. Klasse | Stadtgericht Treptow an der Rega                                                                          | Treptow an der Rega     | später umgewandelt in das Land- und Stadtgericht Treptow an der Rega |
| Staatliche Gerichte 2. Klasse | Stadtgericht Treptow an der Tollense                                                                      | Treptow an der Tollense | später umgewandelt in das Land- und Stadtgericht Treptow an der Tollense, 1848 in eine Gerichtskommission des Land- und Stadtgerichts Demmin umgewandelt                                                                  |
| Staatliche Gerichte 2. Klasse | Stadtgericht Ueckermünde                                                                                  | Ueckermünde             | später umgewandelt in das Land- und Stadtgericht Ueckermünde |
| Staatliche Gerichte 2. Klasse | Stadtgericht Usedom                                                                                       | Usedom                  | später umgewandelt in das Land- und Stadtgericht Usedom, 1848 in eine Gerichtskommission des Land- und Stadtgerichts Swinemünde umgewandelt                                                                               |
| Staatliche Gerichte 2. Klasse | Land- und Stadtgericht Naugardt                                                                           | Naugard                 | |
| Staatliche Gerichte 2. Klasse | Land- und Stadtgericht Pyritz                                                                             | Pyritz                  | 1848 in eine Gerichtskommission des Land- und Stadtgericht Stargard umgewandelt |
| Staatliche Gerichte 2. Klasse | Land- und Stadtgericht Wollin                                                                             | Wollin                  | |
| Justizämter                   | Justizamt Clempenow, Spanteckow und Stolpe                                                                |                         | Clempenow, Spanteckow |
| Justizämter                   | Justizamt Colbatz und Friedrichswalde                                                                     | Colbatz                 | 1848 in eine Gerichtskommission des Land- und Stadtgerichts Stargard umgewandelt |
| Justizämter                   | Justizamt Jacobshagen, Dölitz, Saatzig und Marienfließ                                                    | Jacobshagen             | |
| Justizämter                   | Justizamt Naugardt                                                                                        | Naugardt                | |
| Justizämter                   | Justizamt Pudagla                                                                                         | Pudagla                 | |
| Justizämter                   | Justizamt Stepenitz und Wollin                                                                            | Stepenitz               | |
| Justizämter                   | Justizamt Stettin und Jasenitz                                                                            | Stettin                 | |
| Justizämter                   | Justizamt Treptow an der Rega und Gültzow                                                                 | Treptow an der Rega     | |
| Justizämter                   | Justizamt Ueckermünde und Königsholland und das damit verbundene Gericht des Eisenhüttenwerks zu Torgelow | Ueckermünde             | |
| Justizämter                   | Justizamt Verchen, Treptow, Lindenberg und Loitz                                                          | Verchen                 | |
| Patrimonialgerichte           | Marienstifts-Gericht Stettin                                                                              | Stettin                 | |
| Patrimonialgerichte           | Patrimonialgericht Spantekow                                                                              | Spantekow               | |
| Patrimonialgerichte           | Dom-Gericht Camin                                                                                         | Camin                   | |
| Patrimonialgerichte           | Hofgericht Nörenberg                                                                                      | Nörenberg               | |

Einzeln aufgeführt sind nur die größten die Patrimonialgerichte. Insgesamt bestanden 447 Patrimonialgerichte.

## Organisation
Am Gericht waren im Jahr 1837 folgendes Personal beschäftigt:
- 2 Präsidenten
- 13 Räte
- 3 Assessoren
- 37 Subalterne
- 12 Unterbeamte

Bei allen Gerichten im Oberlandesbezirk zusammen waren 483 Justizbeamte beschäftigt.

## Richter
- Carl Wilhelm Bötticher (Präsident 1830–1842)
- Franz August Eichmann (Assessor 1819–1822)
- Gottfried Gustav von Möller (Vizepräsident 1844–1850)